# Milagro
Pour les articles homonymes, voir Milagro (homonymie).
Milagro est une ville et une commune de la Communauté forale de Navarre (Espagne).
Elle est située dans la zone non bascophone de la province. Le castillan est la seule langue officielle alors que le basque n’a pas de statut officiel. Elle appartient à la mérindade d'Olite.
Milagro est arrosée par la rivière Aragon, non loin de son confluent avec l'Èbre.

## Économie

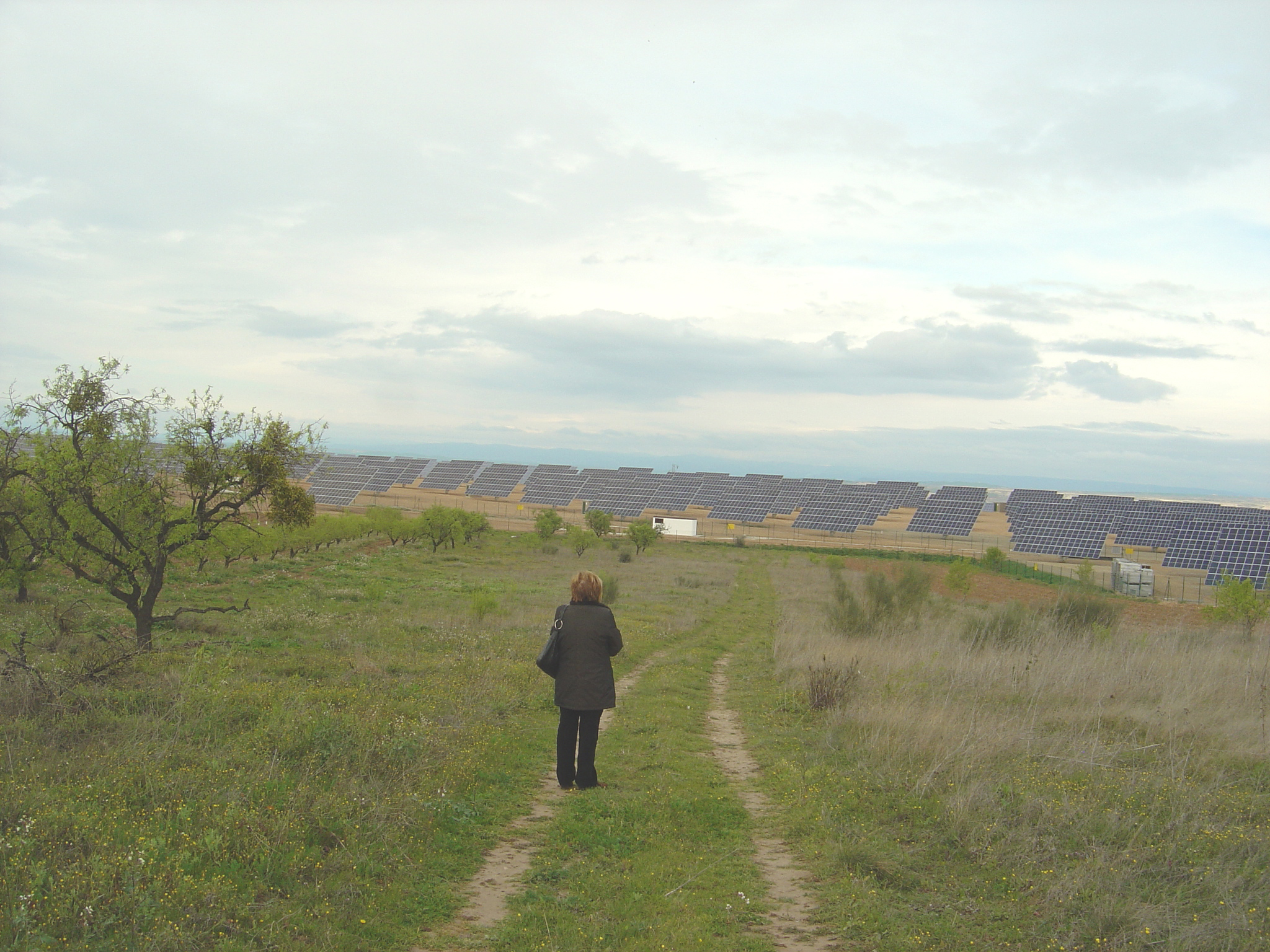
Champ d'énergie solaire
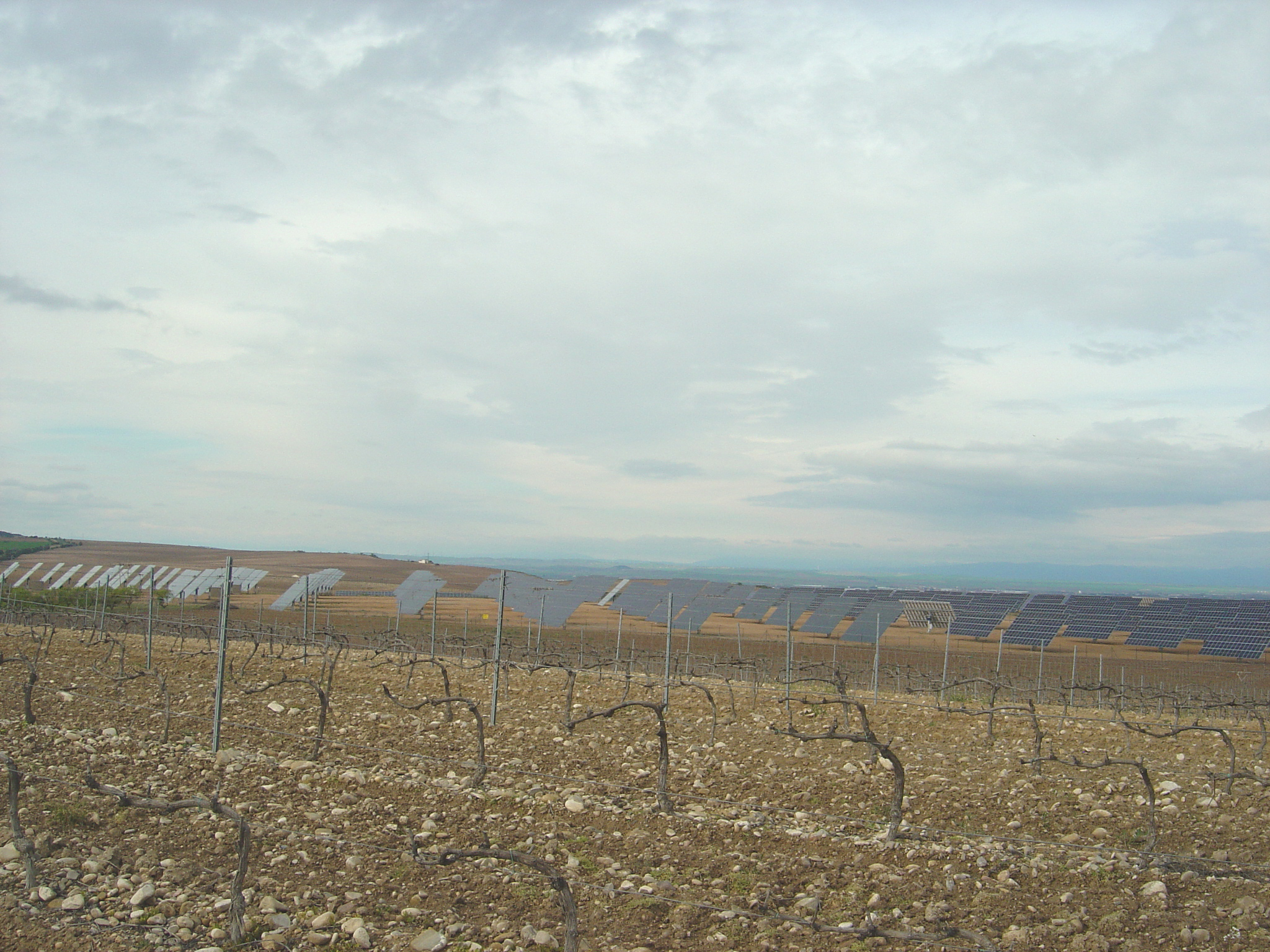
Champ d'énergie solaire
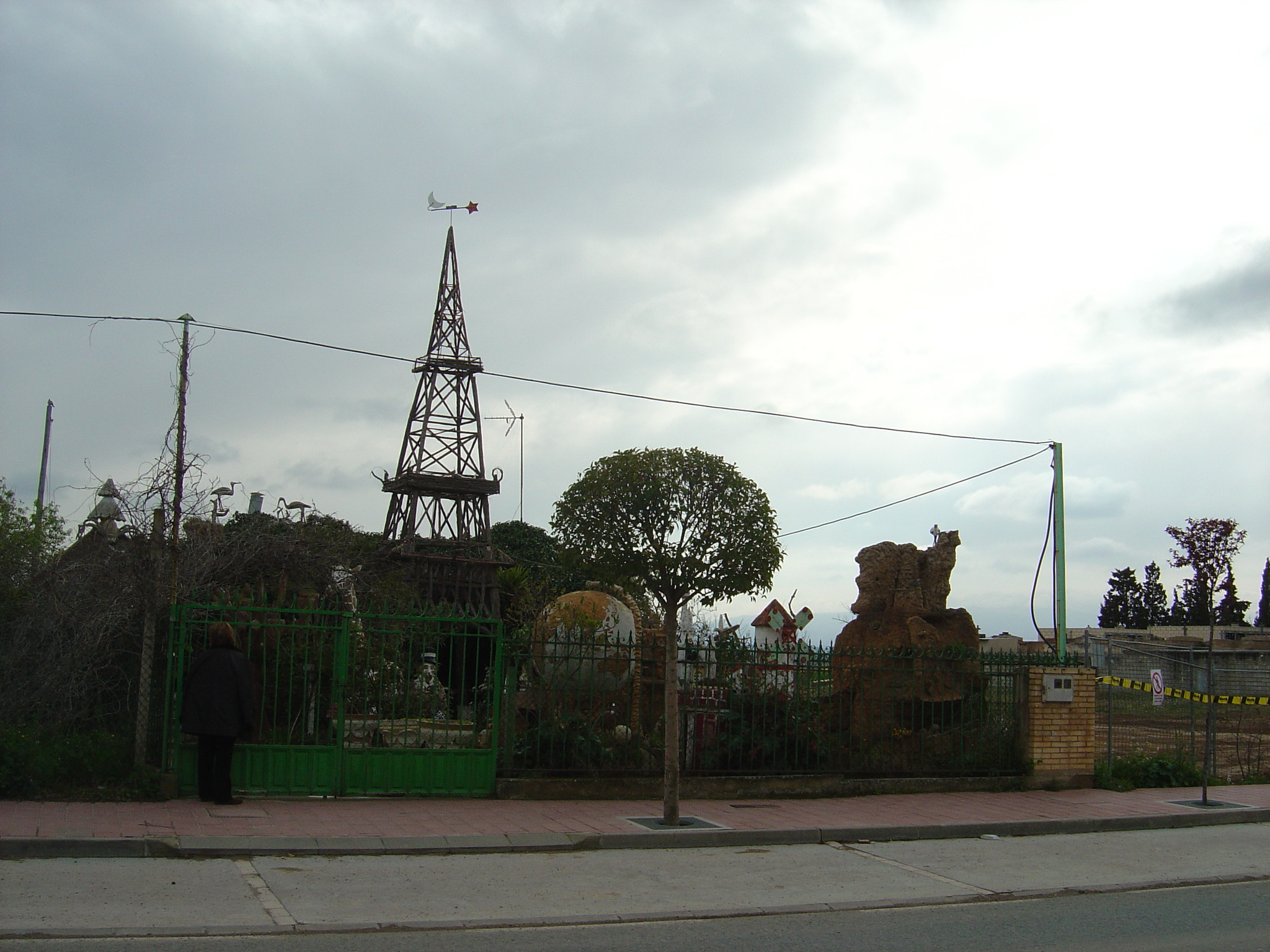
Jardin fantastique
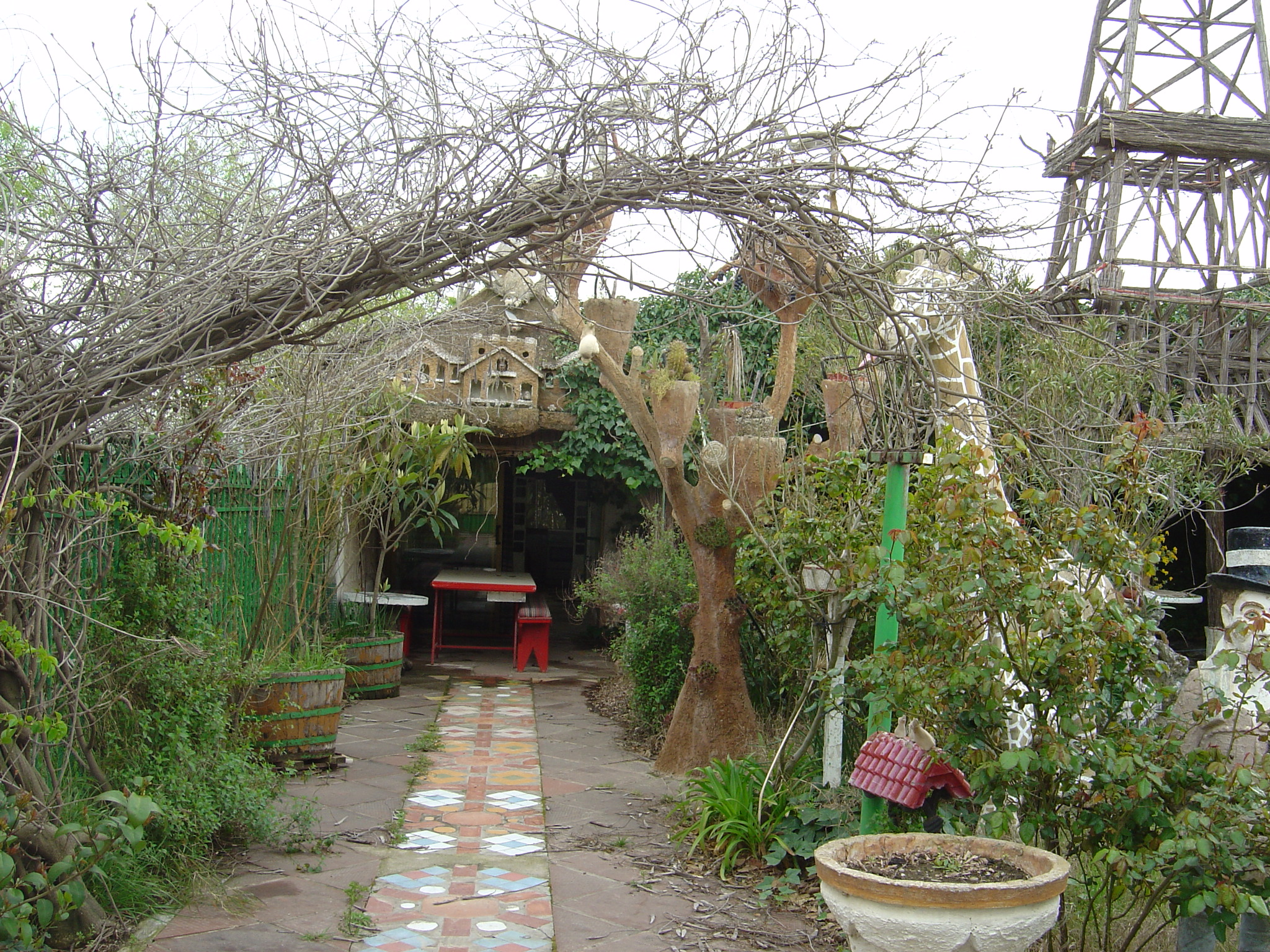
Jardin fantastique
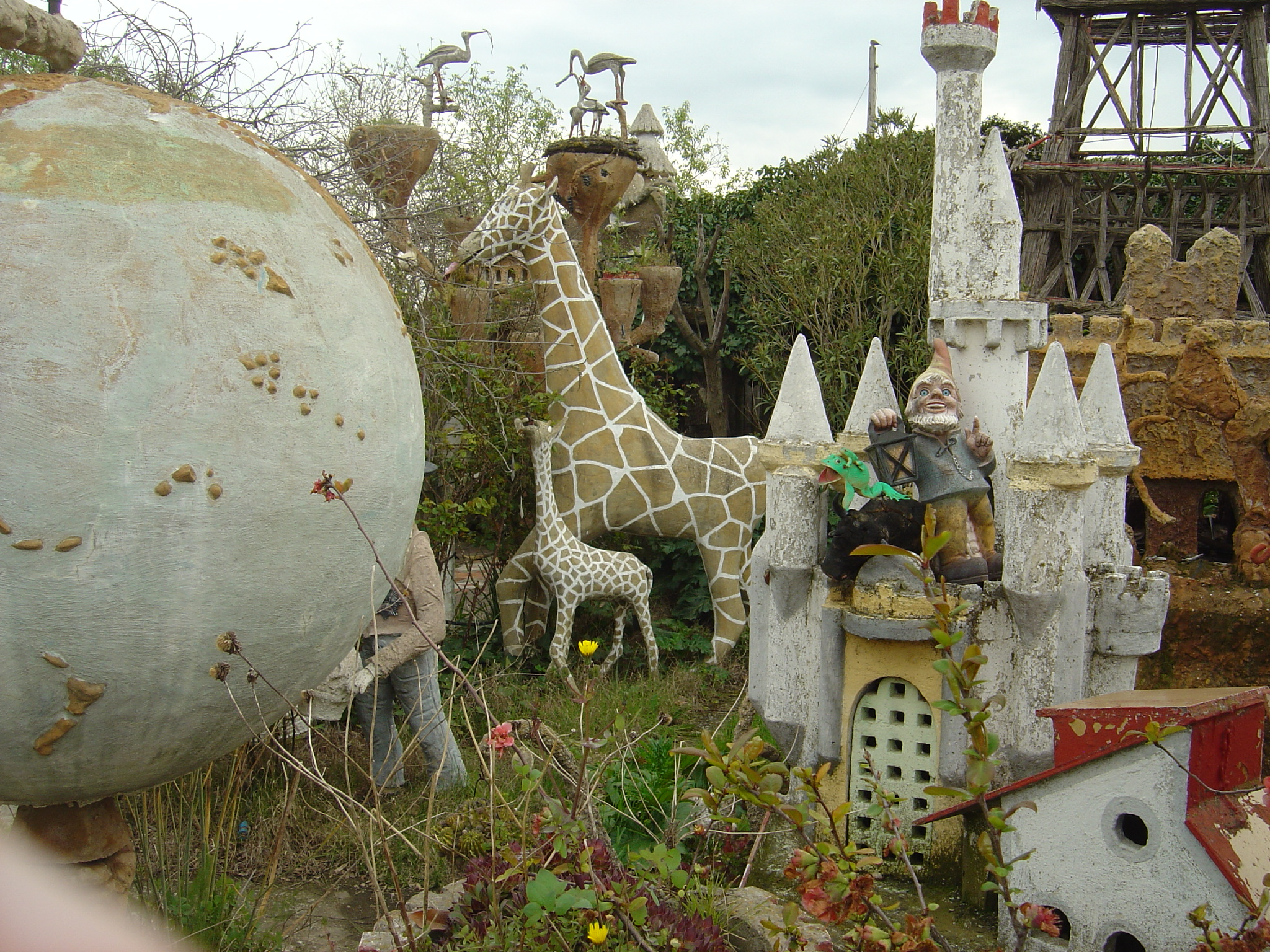
Jardin fantastique
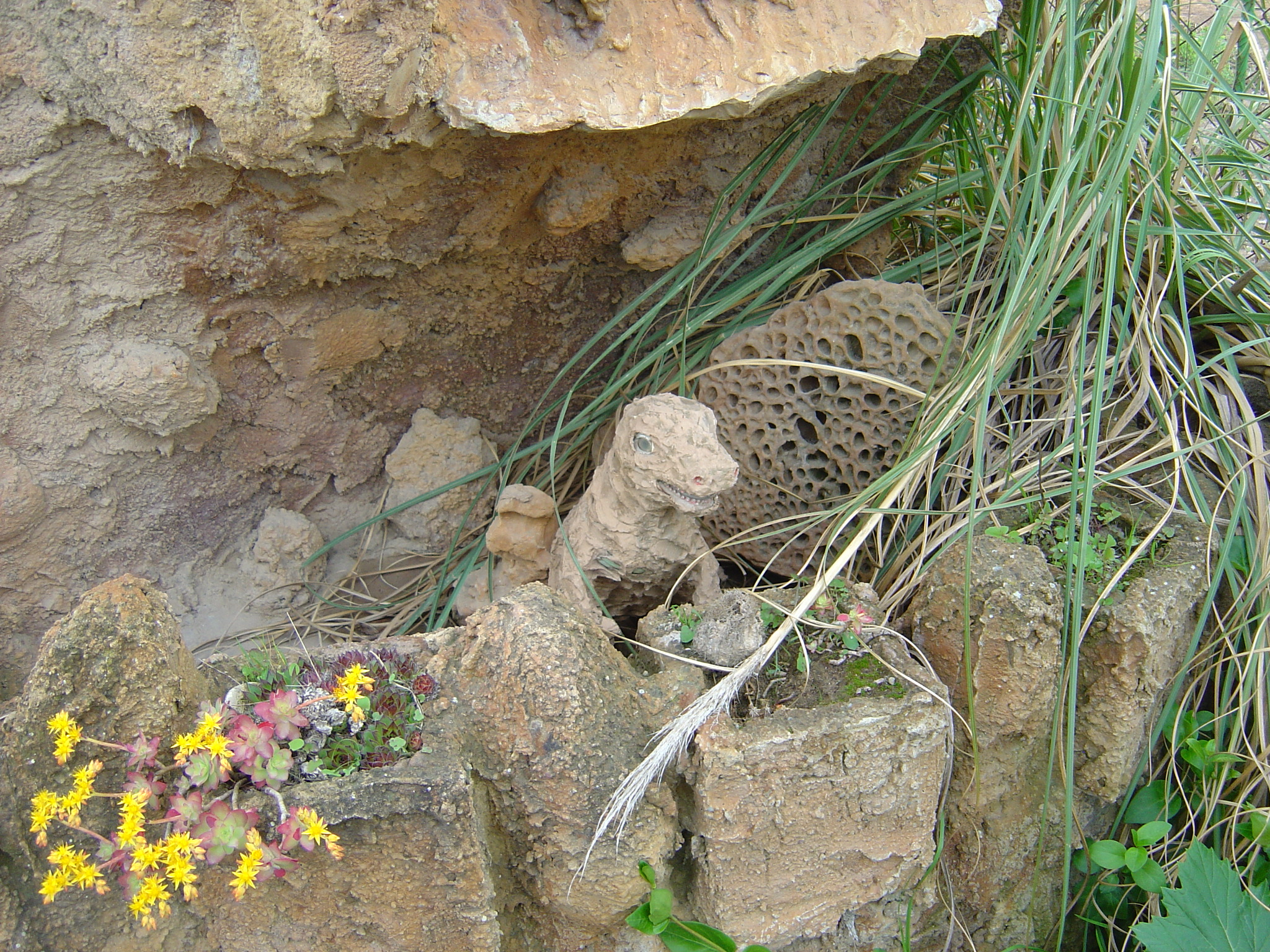
Jardin fantastique

## Démographie
| Évolution démographique                                 | Évolution démographique | Évolution démographique | Évolution démographique | Évolution démographique | Évolution démographique | Évolution démographique | Évolution démographique | Évolution démographique | Évolution démographique | Évolution démographique |
| 1996                                                    | 1998                    | 1999                    | 2000                    | 2001                    | 2002                    | 2003                    | 2004                    | 2005                    | 2006                    | 2007                    |
| ------------------------------------------------------- | ----------------------- | ----------------------- | ----------------------- | ----------------------- | ----------------------- | ----------------------- | ----------------------- | ----------------------- | ----------------------- | ----------------------- |
| 2 585                                                   | 2 586                   | 2 586                   | 2 599                   | 2 709                   | 2 827                   | 2 879                   | 2 945                   | 3 061                   | 3 054                   | 3 116                   |
| Sources: Milagro et instituto de estadística de navarra |                         |                         |                         |                         |                         |                         |                         |                         |                         |                         |

### Sources
- (es) Cet article est partiellement ou en totalité issu de l’article de Wikipédia en espagnol intitulé « Milagro (Navarra) » (voir la liste des auteurs).